# سیسکو ویدئوسکیپ
سیسکو ویدئوسکیپ (انگلیسی: Cisco Videoscape) شرکت فناوری اطلاعات بریتانیایی است، که در سال ۱۹۸۸ تأسیس شد.